# Трикстер (музыкант)
Трикстер (англ. Trickster, настоящее имя - Юрген Пихлер) - австрийский музыкант, проживающий в Великобритании, известный своим эклектичным музыкальным стилем. 

## Музыкальная карьера
Певец Трикстер дебютировал в ноябре 2022 года с синглом Thank Fuck It's Christmas, в котором он присоединился к Королевскому филармоническому оркестру, чтобы исполнить песню с нецензурной лексикой, отражающей напряжение и стресс того года. Слова были написаны Гаем Чемберсом (автором песен и продюсером Робби Уильямса) в сотрудничестве с комиком Стивом Фёрстом и группой Трикстер. Описанная как "единственная рождественская песня, которая могла появиться в 2022 году", ее текст был направлен на такие проблемные факторы того года, как деятельность правительства Великобритании, кризис стоимости жизни, пандемии, попытки ультрабогатых переселиться на Марс.
Также была выпущена чистая версия песни под названием Praise Be It's Christmas, а два клипа на нее стали вирусными и набрали несколько миллионов просмотров на YouTube. Режиссером одного из этих клипов стал Фил Гриффин (известный по работе с Эми Уайнхаус, Дайаной Росс, Полом Маккартни), а режиссером другого, снятого в швейцарских Альпах, - Норберт Блеха (Requiem for Dominic, Wolfsliebe).
Деньги, собранные с обеих песен, Трикстер передал благотворительным организациям, занимающимся проблемами защиты детей и социального голода. Под девизом "Настоящие перемены - не шутка" Трикстер и его команда раздали продукты питания нескольким продовольственным банкам в Великобритании. Банк продовольствия Юго-Западного Белфаста, расположенный в одном из самых неблагополучных районов, получил значительную поддержку благодаря этой кампании (впрочем, они чуть не пропустили ее, потому что сначала подумали, что это розыгрыш, учитывая неожиданную сумму, направленную в этот довольно неподдерживаемый район страны). Свое внимание к таким деталям, как питательная ценность продуктов, певец объяснил собственным детским опытом, связанным с отсутствием достаточного питания.
В этих клипах настоящая личность Трикстера была скрыта анимацией, что породило предположения о том, кем он может быть. Некоторые задавались вопросом, не является ли он соавтором текстов Стива Фёрста, популярной личностью, с которой Гай Чемберс работал ранее, или каким-то потускневшим бывшим знаменитым именем, у которого есть свои счеты.
В мае 2023 года Трикстер выпустил сингл Still Kicking, вдохновленный автомобильной аварией, в которой он выжил в 2017 году на юге Франции. В его музыкальном оформлении прослеживается влияние альтернативного рока конца 90-х, американы и кинематографических саундскейпов. Продюсерами трека выступили Гай Чемберс, Ричард Флэк и Трикстер. В клипе певец снят без анимации, скрывающей его лицо, и вместе с историей песни в прессе появилась дополнительная информация о том, что он австриец, проживающий в Великобритании.
В ноябре 2023 года компания Трикстер выпустила "Silent Night" vs "Santa Claus Is Coming To Town", смесь двух рождественских классических песен с участием вокальной группы The Swingle Singers. По этому случаю в СМИ также упоминалось настоящее имя певца - Юрген Пихлер (владелец бренда Trickster). Он уже был известен как продюсер различных групп и музыкантов (например, австрийской группы Hunger) и как автор песен (например, Olé Hola Патрика Линднера). Он также поддерживал благотворительные инициативы, такие как "Остановить щенячью мафию" в Австрии.
23 апреля 2024 года (в День святого Георгия) Трикстер представил свою версию национального гимна Великобритании God Save the King, записанную вместе с Королевским филармоническим оркестром на студии Abbey Road. Он отметил, что хотел создать эту версию, чтобы выразить свою любовь к Соединенному Королевству. Этот трек стал первым, записанным иностранцем для короля Карла. На этапе производства, возвращаясь из Португалии в качестве второго пилота вертолета, он был вынужден совершить экстренную посадку на ферме на северо-западе Испании из-за технических неполадок.
В мае 2024 года Трикстер объявил в Каннах о проекте приключенческого триллера "Туристические агенты" (продюсер: Норберт Блеха), частично основанного на истории его жизни, с бюджетом 85 миллионов фунтов стерлингов. Он выступит исполнительным продюсером и сыграет в фильме самого себя. Он также сотрудничает с Гаем Чемберсом в создании саундтрека к фильму. Первоначально главную роль в фильме получил Жерар Депардьё, что означало бы его возвращение после трехлетнего перерыва (вызванного арестом после обвинений в сексуальных домогательствах). Однако, учитывая споры, которые вскоре вызвал этот кастинг, продюсеры пересмотрели свое решение и отказались от этого выбора.

## Дискография
- Thank Fuck It's Christmas (сингл, 2022)
- Still Kicking (сингл, 2023)
- "Silent Night" vs "Santa Claus Is Coming To Town" (сингл, 2023)
- Be Careful What You Wish For (сингл, 2024)
- God Save the King (сингл, 2024)